# Red inalámbrica municipal
Las Redes Inalámbricas Municipales o RIM, son proyectos de interconexión inalámbrica entre los distintos servicios públicos que puede ofrecer un municipio a sus ciudadanos. Generalmente el desarrollo de una RIM implica la conectividad de los edificios y servicios municipales, pero también se suele realizar una explotación de esta red para proporcionar cobertura de banda ancha inalámbrica de bajo coste a toda la población de un municipio. Este último objetivo es fundamental para aquellas poblaciones en la que existe una brecha digital en el acceso a Internet ya sea por razones de la orografía del terreno o por la inexistencia de infraestructuras tradicionales como el cable.

## Ventajas de las redes inalámbricas
El rápido desarrollo de las RIM se debe a las ventajas que suponen las redes inalámbricas:
- Un usuario puede mantenerse conectado mientras se desplaza dentro de una determinada área geográfica por lo que el concepto de movilidad es básico con este tipo de redes.
- Las redes inalámbricas permiten conectar dispositivos remotos fácilmente a distancias tan variables como desde unos pocos metros hasta varios kilómetros.
- La implantación de una red en un municipio no supone una gran actuación en la infraestructura existente como ocurre con el cableado.
- Despliegue de servicios de VoIP, en el ámbito metropolitano, permitiendo eliminar las "obsoletas" líneas tradicionales de telefonía analógica y RDSI, eliminando el gasto corriente de esta líneas.

## Aplicaciones de las RIM
Las posibilidades de las redes inalámbricas municipales son numerosas:
| Aplicaciones de movilidad                                   | Aplicaciones para los ciudadanos                 | Aplicaciones para los municipios                 | Otras aplicaciones                                        |
| ----------------------------------------------------------- | ------------------------------------------------ | ------------------------------------------------ | --------------------------------------------------------- |
| Control de accesos y del tráfico.                           | Acceso gratuito a Internet en la vía pública.    | Interconexión de sedes municipales.              | Mediciones para telemetría y niveles de contaminación     |
| Videovigilancia.                                            | Acceso a Internet residencial.                   | Acceso a intranets municipales.                  | Interconexión de medios de transporte.                    |
| Cartelería digital para tráfico.                            | Información y Promoción Comercial y Turística.   | E-administración.                                | Control de semáforos.                                     |
| Movilidad de trabajadores.                                  | Colaboración educativa.                          | Acceso a aplicaciones de gestión municipal.      | Aplicaciones inteligentes para el transporte público.     |
| Apoyo a Servicios de Emergencia y Teleasistencia Sanitaria. | Acceso gratuito a Internet en sedes municipales. | Compartición a tiempo real de datos entre sedes. | Control de consumo para mejorar la eficiencia energética. |

## Estructura de la red
Normalmente se establecen tres niveles de conexión dentro de la red:
- Red troncal: Se trata de la red principal que une los distintos núcleos de población de un municipio, generalmente mediante tecnología WIMAX.
- Red de acceso: Partiendo de la red troncal se extiende mediante nodos la red hacia los usuarios finales. En este caso se utiliza normalmente la tecnología Wi-Fi.
- Puntos de acceso: Se trata del conjunto de dispositivos necesarios para poder conectar a los usuarios a la red municipal.

## Tecnologías más empleadas
Las tecnologías más habituales en el desarrollo de las RIM son Wi-Fi y Wimax.

### Wi-Fi
Se trata de una tecnología inalámbrica, es decir, sin cables (wireless). La señal se emite mediante el uso de frecuencias de radio, de manera que si disponemos de un ordenador portátil, una PDA o un teléfono con Wi-fi, es posible conectarse a Internet en cualquier lugar donde haya cobertura: parques, terrazas, en la piscina, etc.

### Wimax
WiMAX está diseñado como una alternativa wíreless al acceso de banda ancha ADSL y cable, y una forma de conectar nodos Wifi en una red de área metropolitana (MAN). Sus siglas en inglés vienen a decir “Worldwide Interoperability for Microwave Access” o Interoperabilidad mundial de acceso por microondas. WiMAX puede proveer de acceso de banda ancha Wíreless de hasta 50 Kilómetros. Si lo comparamos con el protocolo Wíreless 802.11, el cual está limitado en la mayoría de las ocasiones a unos 100 metros, nos damos cuenta de la gran diferencia que separa estas dos tecnologías inalámbricas.

## Ejemplos actuales
En España existen numerosos proyectos de RIM como es el caso de las localidades de Ciudad Real, Valdepeñas y Manzanares, el municipio madrileño de Rivas-Vaciamadrid, la localidad de Beniel perteneciente a la provincia de Murcia y el municipio de Níjar en la Provincia de Almería.
Cabe destacar la provincia de Valencia con su proyecto Valencia Provincia Wi-Fi con el que se conectará a todos los municipios de la provincia en lo que será la mayor red inalámbrica de Europa. Iberfone será la operadora responsable de dar servicio de acceso a Internet a través de esta red. La red ofrecerá conexión inalámbrica de pago en 265 municipios de la provincia de Valencia, combinando las tecnologías WiFi y WiMAX.